# Теодорос Мандувалос
Теодорос Василиу Мандувалос Бофилияс или капитан Тайгетос (на гръцки: Θεόδωρος Βασιλείου Μαντούβαλος Μποφίλιας - Ταΰγετος) е гръцки военен и революционер, деец на Гръцката въоръжена пропаганда в Македония от началото на XX век.

## Биография
Теодорос Мандувалос е роден през 1882 година в Ано Буларии на полуостров Мани. Включва се в гръцката въоръжена пропаганда в Македония като сержант от гръцката армия и става подвойвода в четата на Николаос Цотакос (капитан Гермас). На 16 юли 1907 година участва в сражението с турски части в местността Калогерико край село Лошница, в което загива капитанът на четата Цотакос. В сражението Теодорос Мандувалос е тежко ранен, след което тайно е лекуван в Кожани и Битоля в болницата на доктор Ангелопулос. След Младотурската революция от юли 1908 година е амнистиран и е преместен на лечение във военна болница.
Участва като офицер в Балканската и Междусъюзническата, като е ранен в гърдите в сражението при Пехчево (6-11 юли 1913 година). През 1914 година формира чета от 60 души и заминава за Аргирокастро, Северен Епир, след което е повишен в чин майор и става комендант на града.
Теодорос Мандувалос умира на 18 март 1945 година в Атина. В Ано Буларии му е издигнат паметник.